# Bachia didactyla
Bachia didactyla é uma espécie de lagarto da família Gymnophthalmidae. É endêmico do Brasil.
Encontrada na Chapada dos Parecis, nos municípios de Vilhena (Rondônia) e Sapezal (Mato Grosso), habitando enclaves de Cerrado arenoso entre 300 e 800 metros de altitude. Com corpo cilíndrico e alongado, medindo entre 49,19 e 88,59 mm, possui patas rudimentares, duas escamas apicais nas patas dianteiras e uma nas traseiras. Caracteriza-se pela quilha nas escamas dorsais e escamas supraoculares, pertencendo ao grupo B. bresslaui. Espécie de difícil observação, alimenta-se de larvas e está ameaçada pela agricultura em larga escala.